# Dornhausen (Geslau)

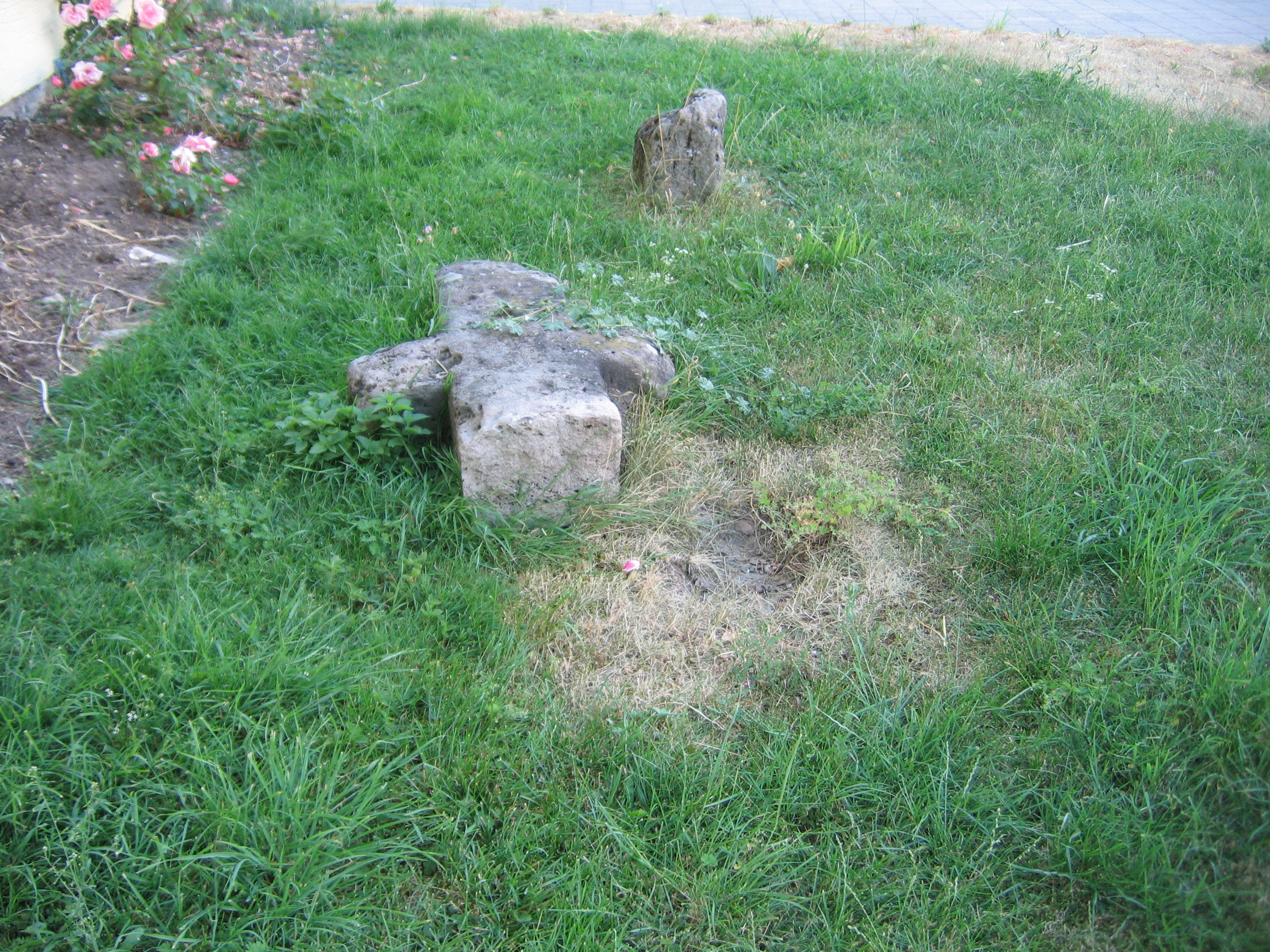
Fragmente von zwei Steinkreuzen

Dornhausen ist ein Gemeindeteil der Gemeinde Geslau im Landkreis Ansbach (Mittelfranken, Bayern). Die Gemarkung Dornhausen hat eine Fläche von 9,324 km². Sie ist in 708 Flurstücke aufgeteilt, die eine durchschnittliche Fläche von 13.169,57 m² haben. In ihr liegen neben dem namensgebenden Ort die Gemeindeteile Hürbel und Kreuth.

## Geografie
Das Dorf liegt am Kreuthbach, einem rechten Zufluss der Altmühl. Es münden dort der Hubfeldgraben als linker und die Sulzach als rechter Zufluss in den Kreuthbach. Im Südwesten liegt das Weihersfeld, 0,5 km im Südwesten das Lachfeld. Im Westen liegen das Hubfeld und die Eggerten. 1 km nördlich zwischen dem Hochfeld, Seefeld und Weilhof liegt der Dornhauser Weiher.
Die Kreisstraße AN 5 führt nach Hürbel (1 km südlich) bzw. zur Staatsstraße 2250 und von da an weiter als Gemeindeverbindungsstraße nach Binzwangen (3 km nördlich). Eine Gemeindeverbindungsstraße verläuft nach Kreuth (1,3 km westlich).

## Geschichte
Im 16-Punkte-Bericht des brandenburg-ansbachischen Oberamts Colmberg von 1608 wurden für Dornhausen 12 Mannschaften verzeichnet, die alle das Kastenamt Colmberg als Grundherrn hatten. Das Hochgericht übte das Vogtamt Colmberg aus. Im 16-Punkte-Bericht des Oberamts Colmberg von 1681 hat sich die Zahl der Mannschaften auf 13 erhöht. Es wurden zusätzlich noch eine Schmiede und ein Hirtenhaus erwähnt.
Gegen Ende des 18. Jahrhunderts gab es in Dornhausen 19 Anwesen (2 Höfe, 12 Halbhöfe, 4 Köblergüter, 1 Köblergut mit Schmiede; die Abgaben eines Köblergutes gingen an die Pfarrpfründe Colmberg). Das Hochgericht, die Dorf- und Gemeindeherrschaft und Grundherrschaft über alle Anwesen übte weiterhin das Vogtamt Colmberg aus. Neben den Anwesen gab es noch kommunale Gebäude (Hirtenhaus, Schmiede). Von 1797 bis 1808 unterstand der Ort dem Justizamt Leutershausen und Kammeramt Colmberg.
1806 kam Dornhausen an das Königreich Bayern. Im Rahmen des Gemeindeedikts wurde Dornhausen dem 1808 gebildeten Steuerdistrikt Geslau und der 1810 gegründeten Ruralgemeinde Geslau zugeordnet. Mit dem Zweiten Gemeindeedikt (1818) entstand die Ruralgemeinde Dornhausen, zu der Kreuth gehörte. Sie war in Verwaltung und Gerichtsbarkeit dem Landgericht Leutershausen zugeordnet und in der Finanzverwaltung dem Rentamt Colmberg.
1843 beantragten die Bewohner von Kreuth die Bildung einer eigenen Ruralgemeinde, was jedoch abgelehnt wurde. Weitere Eingaben 1844 und 1847 wurden ebenfalls abgelehnt. Von 1862 bis 1879 gehörte die Gemeinde Dornhausen zum Bezirksamt Ansbach, ab 1880 zum Bezirksamt Rothenburg ob der Tauber (1939 in Landkreis Rothenburg ob der Tauber umbenannt). Die Gerichtsbarkeit blieb beim Landgericht Leutershausen, von 1880 bis 1973 war das Amtsgericht Rothenburg ob der Tauber zuständig, das seit 1973 eine Zweigstelle des Amtsgerichts Ansbach ist. Die Finanzverwaltung wurde 1880 vom Rentamt Rothenburg ob der Tauber übernommen (1919 in Finanzamt Rothenburg ob der Tauber umbenannt, seit 1973 Zweigstelle des Finanzamts Ansbach). Die Gemeinde hatte 1964 eine Gebietsfläche von 7,083 km².
Am 1. Januar 1972 wurde Dornhausen im Zuge der Gebietsreform in Bayern nach Geslau eingemeindet.

### Baudenkmäler
- Haus Nr. 3: Schmiedeeiserner Ausleger, spätes 18. Jahrhundert[16]
- zwei Steinkreuze: mittelalterlich; an der Straße neben Haus Nr. 3[16]

### Einwohnerentwicklung
Gemeinde Dornhausen
| Jahr      | 1818   | 1840   | 1852   | 1855   | 1861   | 1867   | 1871   | 1875   | 1880   | 1885   | 1890   | 1895   | 1900   | 1905   | 1910   | 1919   | 1925   | 1933   | 1939   | 1946   | 1950   | 1952   | 1961   | 1970   |
| Einwohner | 212    | 178    | 183    | 223    | 197    | 205    | 200    | 207    | 203    | 203    | 200    | 203    | 210    | 201    | 210    | 191    | 169    | 170    | 152    | 233    | 204    | 193    | 157    | 161    |
| Häuser    | 35     | 35     |        |        |        |        | 33     |        |        | 34     | 35     |        | 36     |        |        |        | 35     |        |        |        | 32     |        | 32     |        |
| Quelle    | [ 18 ] | [ 19 ] | [ 20 ] | [ 20 ] | [ 21 ] | [ 22 ] | [ 23 ] | [ 24 ] | [ 25 ] | [ 26 ] | [ 27 ] | [ 28 ] | [ 29 ] | [ 28 ] | [ 30 ] | [ 28 ] | [ 31 ] | [ 28 ] | [ 28 ] | [ 28 ] | [ 32 ] | [ 28 ] | [ 13 ] | [ 33 ] |

Ort Dornhausen
| Jahr      | 001818 | 001840 | 001861 | 001871 | 001885 | 001900 | 001925 | 001950 | 001961 | 001970 | 001987 |
| Einwohner | 102    | 91     | 97     | 110    | 90     | 110    | 81     | 91     | 72     | 78     | 76     |
| Häuser    | 19     | 19     |        |        | 17     | 18     | 19     | 16     | 17     |        | 18     |
| Quelle    | [ 18 ] | [ 19 ] | [ 21 ] | [ 23 ] | [ 26 ] | [ 29 ] | [ 31 ] | [ 32 ] | [ 13 ] | [ 33 ] | [ 1 ]  |

## Religion
Der Ort ist seit der Reformation evangelisch-lutherisch geprägt und bis heute nach St. Kilian (Geslau) gepfarrt. Die Einwohner römisch-katholischer Konfession sind nach St. Johannis (Rothenburg ob der Tauber) gepfarrt.